# Салихов, Радик Римович
Ра́дик Ри́мович Салихов (тат. Радик Рим улы Салихов; род. 10 апреля 1965, Купаево, Мамадышский район, Татарская АССР, РСФСР, СССР) — российский историк, директор Института истории имени Ш. Марджани (с 2020). Лауреат Государственной премии Республики Татарстан в области науки и техники (2008). Действительный член Академии наук Республики Татарстан (2016).

## Биография
Радик Римович Салихов родился 10 апреля 1965 года в селе Купаево Мамадышского района Татарской АССР. Из учительской семьи Светланы и Рима Салиховых, доктора филологических наук, профессора кафедры татарской литературы Казанского государственного университета имени В. И. Ленина. Брат — Марат.
В 1982 году поступил на филологический факультет Казанского государственного университета имени В. И. Ленина, который окончил в 1989 году. В 1989—1990 годах был учителем русского языка и литературы в казанской средней школе № 11. В 1990 году начал работать в Институте языка, литературы и истории Казанского филиала Академии наук СССР (в дальнейшем — Академии наук Республики Татарстан), где в 1994 году окончил аспирантуру, а также последовательно занимал должности младшего, научного и старшого научного сотрудника отдела Свода памятников. В 1997 году перешёл в новообразованный Институт истории имени Ш. Марджани АН РТ, где являлся старшим научным сотрудником (1997—2007), заведующим отделом новой и новейшей истории (2007—2011), заместителем директора по научной работе (2011—2020). Является членом учёного совета Института истории имени Ш. Марджани АН РТ, Национального музея Республики Татарстан, Государственного историко-архитектурного и художественного заповедника «Казанский кремль», Национального совета Всемирного конгресса татар (с 2015 года), казанской комиссии по топонимике (с 2015 года).
В 1998 году получил степень кандидата исторических наук, защитив диссертацию по теме «Общественно-реформаторская деятельность татарской буржуазии Казани во второй половине XIX – начале XX в.». В 2006 году защитил диссертацию «Татарская буржуазия Российской империи: взаимодействие с обществом и властью (вторая половина XIX – начало XX в.)» и стал доктором исторических наук. Член-корреспондент (с 2011 года), действительный член Академии наук Республики Татарстан (с 2016 года), член её Президиума. В научной работе специализируется на истории татарского торгово-промышленного класса, буржуазии, мусульманских общин, видных деятелей татарской культуры. Внёс значительный вклад в изучение духовной и материальной культуры татарского народа, населенных пунктов и недвижимых памятников культурного наследия татарского народа и народов Татарстана, а также в область исторической и современной территориальной геральдики. Является членом диссертационных советов Казанского федерального университета и Казанского государственного института культуры и искусств, подготовил 8 кандидатов наук. Имеет учёное звание доцента.
В 2002 году стал членом новообразованного Геральдического совета при президенте Республики Татарстан, а в 2006 году — заместителем его председателя. В составе авторского коллектива, в частности вместе с Р. Хайрутдиновым, является разработчиком гербов и флагов Агрызского, Азнакаевского, Аксубаевского, Актанышского, Алексеевского, Алькеевского, Альметьевского, Апастовского, Арского, Атнинского, Бавлинского, Балтасинского, Бугульминского, Буинского, Верхнеуслонского, Высокогорского, Дрожжановского, Елабужского, Заинского, Зеленодольского, Кайбицкого, Камско-Устьинского, Кукморского, Лаишевского, Лениногорского, Мамадышского, Менделеевского, Мензелинского, Муслюмовского, Нижнекамского, Новошешминского, Нурлатского, Пестречинского, Рыбно-Слободского, Сабинского, Сармановского, Спасского, Тетюшского, Тукаевского, Тюлячинского, Черемшанского, Чистопольского, Ютазинского районов, а также Набережных Челнов.
В мае 2020 года стало известно о планах министерства образования и науки Республики Татарстан ликвидировать Институт истории имени Ш. Марджани, присоединив его к Институту археологии имени А. Халикова, который выделился в отдельное учреждение ещё в 2013 году. Срок нахождения директора Института Р. Хакимова в должности должен был истечь в ноябре того же года, причём ранее он сам прочил в преемники именно своего заместителя Салихова. В результате бурной общественной кампании в защиту Института, по итогам договорённостей с аппаратом президента Республики Татарстан было объявлено, что учреждение будет сохранено в существующем виде, однако Хакимов уйдёт на должность научного руководителя, а исполняющим обязанности директора до новых выборов станет Салихов. 10 июня он был назначен на этот пост приказом министра Р. Бурганова, 15 октября избран в ходе тайного голосования, и 19 октября утверждён в должности. На новом посту Салихов пообещал продолжать заниматься изучением истории татар и её популяризацией.

## Награды
Премии
- Государственная премия Республики Татарстан в области науки и техники (8 декабря 2008 года) — за цикл работ по обоснованию времени возникновения города Казани, этапов становления и развития его историко-культурного наследия[70].

Федеральные
- Медаль «В память 1000-летия Казани» (2005 год)[2].

Татарстанские

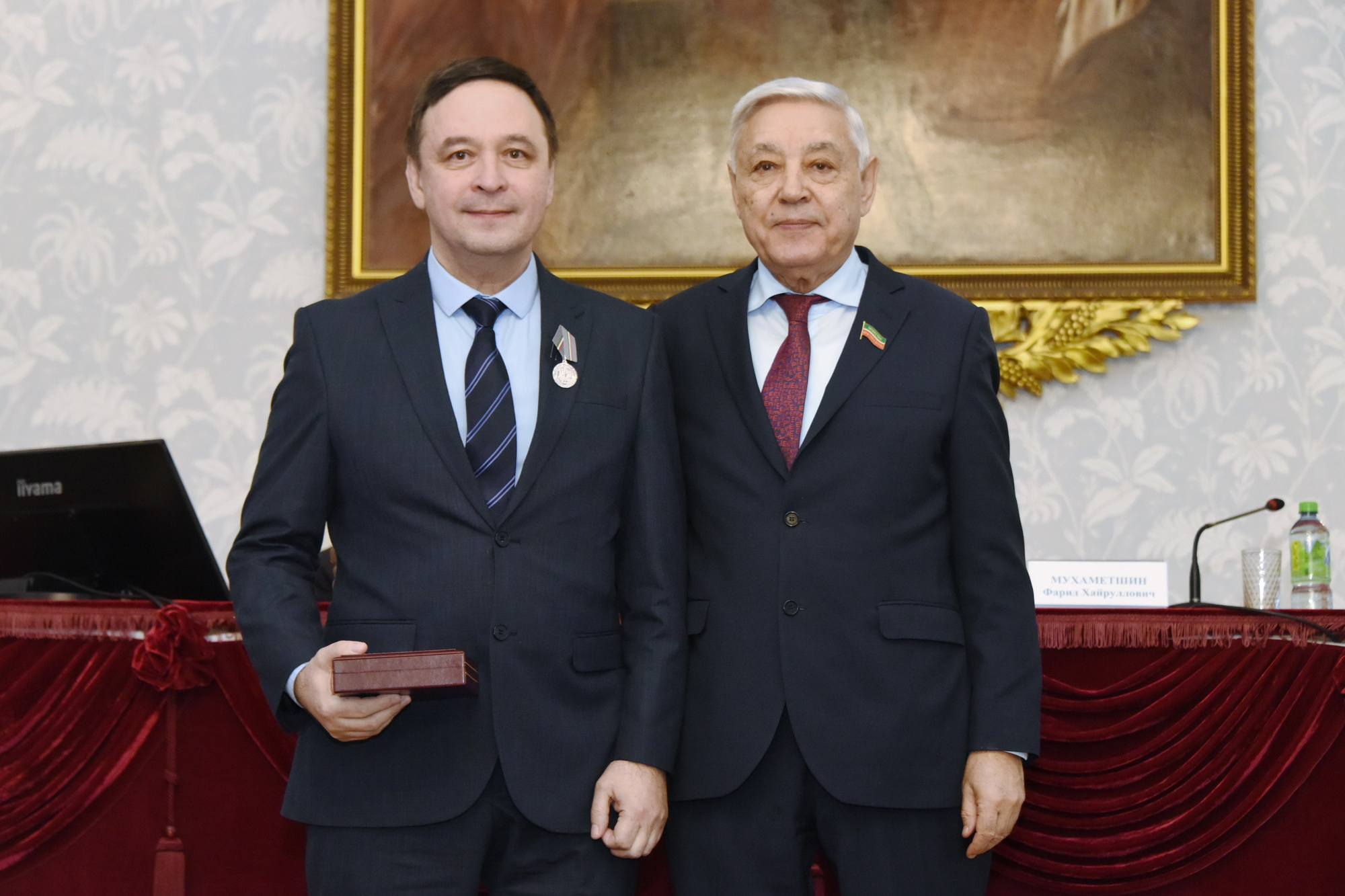
На вручении медали, 2022 год

- Медаль ордена «За заслуги перед Республикой Татарстан» (2025 год) — за особый вклад в сохранение исторического и культурного наследия Республики Татарстан, многолетнюю плодотворную научную и общественную деятельность[71].
- Медаль «За доблестный труд» (2022 год) — за большой вклад в реализацию государственной политики в области геральдики, многолетний плодотворный труд и активную общественную деятельность[72]. Вручена председателем Государственного Совета Республики Татарстан Ф. Х. Мухаметшиным в императорском зале Казанского университета[73].
- Почётное звание «Заслуженный деятель науки Республики Татарстан[тат.]» (2016 год)[74].
- Благодарственное письмо президента Республики Татарстан (2007 год)[9].
- Благодарственное письмо председателя Государственного совета Республики Татарстан (2012 год)[75].
- Знак «За достижения в культуре» министерства культуры Республики Татарстан (2007 год)[2].
- Знак отличия «За безупречную службу Казани» (2020 год)[76].

Общественные
- Почетный знак А. Б. Лакиера «Сподвижнику Геральдики» II степени Союза геральдистов России (2005 год)[2][77].

## Избранная библиография
Диссертации
- Салихов Р. Р. Общественно-реформаторская деятельность татарской буржуазии Казани (вторая половина XIX — начало XX вв.): автореферат диссертации кандидата исторических наук. — Казань: Казанский государственный университет им. В. И. Ленина, 1998. — 23 с.
- Салихов Р. Р. Общественно-реформаторская деятельность татарской буржуазии Казани (вторая половина XIX — начало XX вв.): диссертация кандидата исторических наук. — Казань: Казанский государственный университет им. В. И. Ленина, 1998. — 190 с.
- Салихов Р. Р. Татарская буржуазия Российской империи: взаимодействие с обществом и властью (вторая половина XIX – начало XX в.): автореферат диссертации доктора исторических наук. — Казань: Институт истории им. Ш. Марджани АН РТ, 2006. — 47 с.
- Салихов Р. Р. Татарская буржуазия Российской империи: взаимодействие с обществом и властью (вторая половина XIX – начало XX в.): диссертация доктора исторических наук. — Казань: Институт истории им. Ш. Марджани АН РТ, 2006. — 538 с.

Издания
- Салихов Р. Р. Смыков Ю. И., Таишев М. М.[тат.], Валеев Р. М., Хайрутдинов Р. Р. и др. Республика Татарстан: памятники истории и культуры: каталог-справочник (коллективная монография). — Казань: Издательство «Эйдос», 1993. — 456 с.
- Салихов Р. Р., Хайрутдинов Р. Р. Республика Татарстан: памятники истории и культуры татарского народа (конец XVIII — начало XX веков). — Казань: Издательство «Фест», 1995. — 280 с.
- Салихов Р. Р., Хайрутдинов Р. Р. и др. Банк на все времена. Государственный банк в Татарстане: вчера, сегодня, завтра. — Берлин: GPMS Gmbh, 1997. — 140 с.
- Салихов Р. Р., Хайрутдинов Р. Р. и др. Свод памятников истории и культуры Республики Татарстан: Административные районы. — Казань: Издательство «Мастер Лайн», 1999. — Т. I. — 460 с.
- Салихов Р. Р., Хайрутдинов Р. Р. и др. Мечети Татарстана. — Казань: Издательский дом РУИЦ, 2000. — 287 с.
- Салихов Р. Р., Хайрутдинов Р. Р. и др. Очерки истории Национального банка Республики Татарстан. — Казань: Издательство «Мастер Лайн», 2000. — 200 с. — ISBN 5931390766.
- Салихов Р. Р., Хайрутдинов Р. Р. и др. Золотые страницы купечества, промышленников и предпринимателей Татарстана. — Казань: Яналиф, 2001. — Т. I. — 285 с. — ISBN 5943520023.
- Салихов Р. Р., Хайрутдинов Р. Р. и др. Золотые страницы купечества, промышленников и предпринимателей Татарстана. — Казань: Яналиф, 2001. — Т. II. — 269 с. — ISBN 5943520023.
- Салихов Р. Р. Татарская буржуазия Казани и национальные реформы второй половины XIX — начала XX в.. — Казань: Издательство «Мастер Лайн», 2001. — 123 с. — ISBN 593139091Х.
- Салихов Р. Р., Хайрутдинов Р. Р. Старо-Татарская слобода — от прошлого к будущему : Материалы научно-практической конференции, Казань, 28 февраля — 1 марта 2000 г.. — Казань: Издательство «Мастер Лайн», 2001. — 247 с. — ISBN 5931391096.
- Салихов Р. Р., Хайрутдинов Р. Р. Татарские слободы Казани: очерки истории. — Казань: Институт истории АН РТ, 2002. — 302 с. — ISBN 5949810082.
- Салихов Р. Р., Хайрутдинов Р. Р. Из истории населенных пунктов Буинского района Республики Татарстан. — Казань: Институт истории АН РТ, 2002. — 107 с.
- Салихов Р. Р., Хайрутдинов Р. Р., Исхаков Д. М., Уразманова Р. К. Народный татарский праздник Сабантуй: методическое пособие. — Казань: Гасыр, 2004. — 84 с.
- Салихов Р. Р. Участие татарского предпринимательства России в общественно-политических процессах второй половины XIX — начала XX в.: реформа институтов локальной мусульманской общины. — Казань: Издательство «Фэн», 2004. — 259 с. — ISBN 5969000272.
- Салихов Р. Р., Хайрутдинов Р. Р. Исторические мечети Казани. — Казань: Татарское книжное издательство, 2005. — 191 с. — ISBN 5298041205.
- Салихов Р. Р., Измайлов Б. И. Адмиралтейская слобода. — Пенза: ИП Рогожин И. В., 2013. — 99 с.
- Салихов Р. Р., Ногманов А. И., Каримов И. Р. Историко-культурный атлас Высокогорского района Республики Татарстан. — Пенза: ИП Рогожин И. В., 2013. — 99 с.
- Салихов Р. Р., Ногманов А. И., Каримов И. Р. Историко-культурный атлас Арского района Республики Татарстан. — Пенза: ИП Рогожин И. В., 2013. — 99 с.
- Салихов Р. Р. Служилая Ура: рождение татарского капитализма / науч. ред. Р. С. Хакимов. — Казань: Институт истории им. Ш. Марджани, 2015. — 279 с. — (История населенных пунктов Республики Татарстан). — ISBN 9785949812037.
- Салихов Р. Р., Габдрафикова Л. Р., Измайлов Б. И. Фирма Алафузова (вторая половина XIX — начало XX века): промышленная история России. — Казань: Институт истории им. Ш. Марджани, 2015. — 275 с. — ISBN 9785949811948.
- Салихов Р. Р. …Из мурз Горной стороны: посвящается 100-летию со дня рождения Ф. С. Муратова и 70-летию Р. Ф. Муратова. — Казань: Институт истории им. Ш. Марджани, 2019. — 247 с. — ISBN 9785852479921.
- Салихов Р. Р., Габдрафикова Л. Р., Миронова Е. В. и др. Человек в революции. Казанская губерния. Культура: коллективная монография. — Казань: Институт истории им. Ш. Марджани, 2019. — 367 с. — ISBN 9785949813126.
- * Салихов Р. Р., Хайрутдинов Р. Р., Измайлов Б. И., Тарунов А. М. и др. Объекты культурного наследия Республики Татарстан: иллюстрированный каталог. — Москва: Научно-информационный издательский центр, 2020. — 999 с. — ISBN 9785902156437.